# 莫里耶讷
莫里耶讷（法語：Maurienne，法語發音：[mɔʁjɛn]）是法国阿尔卑斯山中的一个谷地，也是一个传统地区，位于法国奥弗涅-罗讷-阿尔卑斯大区萨瓦省，全长125公里，阿尔克河贯穿其中。莫里耶讷对应薩伏依历史上的六大行省之一，其曾是一个帕古斯“Maurianensis”，后成为莫里耶讷伯国（后并入萨伏依伯国），再后来成为萨伏依公国的行省之一（1723年至1860年）。